# Sporveismuseet i Trondheim
Sporveismuseet i Trondheim er et sporvejsmuseum i Trondheim, Norge, der formidler byens to sporvejsselskabers (Trondheim Sporvei fra 1901 og AS Gråkallbanen fra 1924) historie. Museets samling består af historiske fotografier og en vognudstilling med 13 motorvogne og 6 bivogne. Museet åbnede i 1994 og holder til på Munkvoll, der siden 1995 har holdt åbent i sommermånederne.
Museet blev etableret efter at byrådet havde givet den lokale sporvognsforening 128.000 NOK til at renovere en remise til at opbevare deres samling af sporvogne i.